# Епархия Сен-Флура

Расположение епархии Сен-Флура

Епархия Сен-Флура (лат.  Dioecesis Sancti Flori) — епархия Римско-Католической церкви с центром в городе Сен-Флур, Франция. Епархия Сен-Флура распространяет свою юрисдикцию на территорию департамента Канталь. Епархия Сен-Флура входит в митрополию Клермона. Кафедральным собором епархии Сен-Флура является Собор Святых Петра и Флора.

## История
9 июля 1317 года Римский папа Иоанн XXII выпустил буллу Salvator noster, которой учредил епархию Сен-Флура, выделив её из епархии Клермона (сегодня — архиепархия). В этот же день епархия Сен-Флура вошла в митрополию Буржа.
29 ноября 1801 года после конкордата с Францией Римский папа Пий VII издал буллу Qui Christi Domini, которой присоединил к епархии Сен-Флура территорию упразднённой епархии Родеза.
8 декабря 2002 года епархия Сен-Флура вошла в митрополию Клермона.

## Ординарии епархии
| - епископ Раймон де Мимеж (1317 — 1319); - епископ Анри де Фотриер (1319 — 1331); - епископ Аршамбо (1331 — 1347); - епископ Дьёдонне де Канильяк (1347 — 1361); - епископ Пьер д'Эстен (1361 — 1367); - епископ Пьер де Рансен (1368 — 1374); - епископ Понсе де Рошфор (1374 — 1383); - епископ Пьер де Виссак (1383 — 1396); - епископ Юг де Манак (1396 — 1404); - епископ Жеро дю Пюи (1404 — 1413); - епископ Бертран де Кадоэн (1413 — 1426); - епископ Жак Ле Лу де Бовуар (1426 — 1451); - епископ Пьер де Леотуэн-Монгтон (1451 — 1461); - епископ Антуан де Леотуэн-Монгтон (1461 — 1482); - епископ Клод де Дуайя (1486 — 1493); - епископ Шарль де Жуайез (1493 — 1502); - епископ Луи де Жуайез (1502 — 1540); - епископ Бальтазар-Эркюль де Жарант (1543 — 1547); - епископ Антуан де Леви-Шатоморан (1547 — 1565); - епископ Жае Поль де Сельв (1567 — 1569); - епископ Пьер Проспер де Ла Бом (1573 — 1595); - епископ Раймон де Рушон (1599 — 1602); - епископ Шарль де Ноай (1609 — 1647); - епископ Жак де Монруж (1647 — 1664); | - епископ Жером де Ла Мот-Уданкур (1664 — 1693); - епископ Жоаким-Жозеф д'Эстен (1693 — 1742); - епископ Поль де Рибер (1742 — 1776); - епископ Жан-Мари-Анн де Бонтевиль (1776 — 1779); - епископ Клод Мари де Рюффо (1779 — 1791); - епископ Анн Александр Мари Тибо (1791 — 1793); - епископ Жан-Элеонор Монтанье де Бельмон (1802 — 1808); - епископ Гийом-Огюст Жобер (1809 — 1816); - епископ Луи-Сиффрен-Жозеф де Саламон (1820 — 1829); - епископ Франсуа-Мари-Эдуар де Гали (1829 — 1833); - епископ Жан-Пьер-Мари Кадалан (1833 — 1836); - епископ Фредерик де Маргери (1837 — 1851); - епископ Жан-Поль-Франсуа-Феликс-Мари Лионне (1851 — 1857); - епископ Пьер-Антуан-Мари Ламуру де Помпиньяк (1857 — 1877); - епископ Франсуа-Мари-Бенжамен Бадюэль (1877 — 1891); - епископ Жан-Мари-Франсуа Ламуру (1892 — 1906); - епископ Поль-Огюстен Лекёр (1906 — 1942); - епископ Анри-Мари-Жозеф Пенсон (1943 — 1951); - епископ Франсуа Марти (1952 — 1959); - епископ Морис Пурше (1960 — 1982); - епископ Жан Кюминаль (1982 — 1990); - епископ Рене Сежурне (1990 — 2006); - епископ Брюно Грюа (2006 — по настоящее время). |  |

## Источник
- Annuario Pontificio, Libreria Editrice Vaticana, Città del Vaticano, 2003, ISBN 88-209-7422-3
- Булла Salvator noster/ Bullarum diplomatum et privilegiorum sanctorum Romanorum pontificum Taurinensis editio, Vol. IV, стр. 244—245  (лат.)